# I'm Ready for Love
"I'm Ready for Love" is een hitsingle van de Amerikaanse soulgroep Martha & The Vandellas. Het was de eerst officieel uitgebracht single van het album "Watchout!". Echter, "What Am I Going to Do Without Your Love" werd eerder dat jaar ook al uitgebracht en staat op hetzelfde album. Deze single werd echter enigszins genegeerd door Motown, de platenmatenmaatschappij waar Martha & The Vandellas een contract hadden, omdat het niet hoger wist te komen dan een #71 notering op de poplijst. Na "I'm Ready for Love" werd alleen nog het nummer "Jimmy Mack" van het album op single uitgebracht. Alhoewel dat nummer het beter deed op de R&B-lijst, was "I'm Ready for Love" met een #9 positie op de poplijst van de Verenigde Staten over het algemeen de meest succesvolle single van het album. Het was de vijfde van zes singles van Martha & The Vandellas die de top 10 op de poplijst zou bereiken. Het succes zorgde voor een nieuwe golf van interesse in de groep, na drie minder succesvolle singles.
Zoals veel hits van Martha & The Vandellas werd ook "I'm Ready for Love" geschreven door het succesvolle schrijverstrio Holland-Dozier-Holland. Dit drietal schreef ook nummers voor onder andere The Supremes, een andere groep van Motown. Zo hebben zij ook "You Can't Hurry Love" voor The Supremes geschreven. "I'm Ready for Love", dat qua muziek, en in het bijzonder de baslijn, erg op dit nummer lijkt, was bedoeld als de opvolger van "You Can't Hurry Love". Diana Ross, Mary Wilson en Florence Ballard, toentertijd de leden van The Supremes, wilden het echter niet opnemen, omdat het te veel leek op "You Can't Hurry Love". Zij kozen ervoor om "You Keep Me Hangin' On" uit te brengen, wat een #1 hit zou worden. Doordat The Supremes het nummer niet wilden doen kwam deze vrij voor Martha & The Vandellas, die in de hiërarchie van Motown, wat betreft meidengroepen, onder The Supremes stonden. Voor hen werd het een van hun grootste hits.
De tekst van het nummer gaat erover dat de leadzangeres, in dit geval dus Martha Reeves, eindelijk klaar is voor de liefde en vastbesloten is een relatie met haar grote liefde aan te gaan. Het blije gevoel van de vertelster wordt door de muziek versterkt, in de zin dat het nummer met een snel tempo is en vrolijk klinkt. Typerend voor het nummer zijn de dwarsfluiten, die in grote delen van het nummer duidelijk aanwezig zijn. Ook de eerder genoemde baslijn vormt een belangrijke basis voor het muzikale geheel. In de achtergrondzang worden de andere Vandellas, Betty Kelly en Rosalind Ashford, geholpen door The Andantes. Dit was een achtergrondzanggroep die ook hielpen bij opnames van onder andere The Supremes en The Four Tops. The Vandellas zingen de lage delen, terwijl The Andantes de hogere zangdelen voor hun rekening namen.
"I'm Ready for Love" zou later meerdere malen gecoverd worden. Zo nam June Pointer in de jaren 80 haar eigen versie van het nummer op. Ook de Japanse ska-band The Drops nam het nummer op. Er was nog een andere Motowngroep dat het nummer opnam. Het waren The Temptations die het nummer uitbrachten op hun album "In a Mellow Mood". De leadzanger bij deze opname was David Ruffin. Hun versie werd uitgebracht met muzikale begeleiding die paste bij de overige nummers van het album. Het was namelijk opgenomen in jazzstandard stijl.
De B-kant van "I'm Ready for Love" was het nummer "He Doesn't Love Her Anymore". In tegenstelling tot de A-kant werd dit nummer niet geschreven door Holland-Dozier-Holland, maar door Ivy Jo Hunter. Hij had ook meegeholpen met het schrijven van de grootste hit voor de groep, "Dancing in the Street". Het nummer verscheen wel op hetzelfde album, namelijk "Watchout!". Het was het twaalfde en laatste nummer op het album.

## Bezetting
- Lead: Martha Reeves
- Achtergrond: Betty Kelly, Rosalind Ashford en The Andantes
- Instrumentatie: The Funk Brothers
- Schrijvers: Holland-Dozier-Holland
- Producers: Brian Holland en Lamont Dozier